# Унтергизинг-Харлахинг
Унтергизинг и Харлахинг (на немски: Untergiesing-Harlaching) са части от южен Мюнхен, които образуват 18-и градски район Унтергизинг-Харлахинг. Намират се близо до зоологическата градина Хелабрун. Населението е 54 050 души (по приблизителна оценка за декември 2016 г.).